# オルバーン・ジェルジュ
オルバーン・ジェルジュ（ハンガリー語: Orbán György([ˈorbɑ̈ːn ˌɟørɟ])、1947年7月12日 - ）は、ルーマニア出身でハンガリー在住のセーケイ人作曲家である。母語はハンガリー語。

## 経歴
1947年、パリ条約でルーマニア領となったトランシルヴァニアのセーケイ地方のマロシュヴァーシャールヘイ市に生まれた。トランシルヴァニアのハンガリー人の中心都市コロジュヴァール音楽学校（現在のゲオルゲ・ディマ音楽アカデミー）で、作曲をシギスムンド・トドゥツァ (Sigismund Toduţă)、エイシコヴィチ・ミハーイ(Eisikovits Mihály)、ヤガマシュ・ヤーノシュ(Jagamas János)の各師に師事。1973年の卒業後、同校にて音楽理論を教えた。
1979年にハンガリーへ移住。ブダペストのリスト音楽院で、作曲と音楽理論の指導にあたった。
合唱における国際的デビューは、1996年に行われた第4回世界合唱シンポジウムで、新しく発表した“Octavo”や更に広範囲なその他の作品がジョン・ラター（John Rutter）によって紹介されたことから、国際的な評価を受けた。近年、日本のみならず、世界各国の合唱界においても、その作品は広く知られるようになり、親しまれている。
日本においては、作曲家・合唱指揮者の松下耕がオルバーンの合唱作品を演奏、録音、楽譜の校訂、委嘱などをし紹介したことが、その人気の要因ひとつと言える。"ミサ第9番"、"ミサ第11番"、"Mettimi"は松下耕とその合唱団のために書かれた曲である。

## 家族・親族
最初の妻はセーケイ人民俗学者のシャラモン・アニコー (Salamon Anikó)。現在の妻は経済学者のオルバーンネー＝ナジ・マーリア (Orbánné Nagy Mária) 。

## 親交
- コロジュヴァール出身のハンガリー人作曲家シェルメツィ・ジェルジュ (Selmeczi György)
- ハンガリー語で執筆するルーマニア人詩人・作家・映像作家でコロジュヴァール国立トランシルヴァニア交響楽団 (Orchestra Filarmonicii de Stat „Transilvania” din Cluj-Napoca / Kolozsvári Állami „Transilvania” Filharmónia Szimfonikus zenekara / “Transylvania” State Philharmonic Orchestra) の理事長でもあるマリウス・タバク (Marius Tabacu) らと親交がある。

## 作曲作品とその作風
中世・バロックの流れを汲んだ曲から、ジャズ風のリズムやミニマル的要素を含む曲まで作風は幅広い。作風は調性、旋法に立脚した作品が多く、前衛音楽的な手法は用いない。
合唱作品においての一番の特徴は、単語、或いは短い文をミニマル風に執拗に繰り返す手法にあり、演奏頻度の高い"Daemon Irrepit Callidus"や"Pange lingua"、"Lauda Sion"などはその代表例である。合唱作品はラテン語の宗教曲と、ハンガリー語のテキストによるものがほとんどである。

### 作曲作品
合唱曲
- Audi Voces （われらの声を聴き給え）-女声-
- Mundi Renovatio （世界の更新）-混声／女声／男声-
- Ludvércz （鬼火）-女声-
- Daemon Irrepit Callidus （忍びよる悪魔）-混声／女声／男声-
- Lauda Sion （シオンよ、救い主をたたえよ）-女声-
- Nobis Natus （我らのために生まれし）-女声-
- Caeli cives -女声-
- Dei Matris -女声-
- Ave Verum （めでたし、まことのお体）-混声-
- Ave Maria in D -混声-
- Ave Maria in A -混声-
- Ave Maria -女声、ピアノ-
- Ave Regina（幸いあれ、天の女王よ）-混声-
- Noli Flere （泣かないで）-女声-
- Pange lingua （舌よ、歌え）-女声／混声-
- O Gloriosa （おお、栄光の）-女声-
- Pater Noster（天にましますわれらの父よ）-混声-
- De vitae vanitate -混声/女声-
- Juxta crucem （十字架にかけられ）-女声-
- Stabat Mater(1987)（悲しみの聖母）-混声-
- Stabat Mater in F （悲しみの聖母）-混声-
- Salve Regina （めでたし、女王よ）-混声-
- Veni Creator Spiritus（来れ,創造主たる聖霊よ）-混声-
- Cor Mundum -Psalms 50,11 -混声-
- Te lucis ante terminum（一日が終わる前、汝に） -混声-
- Timor et tremor （怯えと恐怖）-混声-
- Nunc dimittis（今や、主よ） -混声-
- Sicut cervus desiderat （泉を求める鹿のごとく）-女声-
- Horae-Mater innocentiae （時間-けがれなき母）-女声-
- Kóruskönyv S.A. Emlékére（S.A.[1]追悼合唱曲集） -混声-
- Második Kóruskönyv I Vegyeskarra（混声合唱のための第二作品集I）-混声-
- Medaliak Konyve（ブック・オブ・ロケット）-混声-
- O Pan -混声-
- Farewell -混声、ピアノ-
- Dramolett -混声-
- Orpheus With His Lute -混声-
- O, Mistress Mine!（おお、私の恋人よ） -混声-
- Come Away -混声-
- Ad nocturnum（夜の歌に）-混声-
- Gágogó（ガアガアガア）-女声-
- Hajnalban（夜明に）-女声-
- Fülemüle, fülemüle...（小夜啼鳥）-女声-
- Mettimi（あなたの心に私を刻みつけてください）-混声-
- Agnus Dei （神の子羊）-混声、オルガン-
- Mass No.1 in C（ミサ 第1番）-混声、(ピアノ)-
- Mass No.2（ミサ第2番）-混声-
- Missa Quinta（ミサ 第5番）-混声、クラリネット、コントラバス-
- Missa Sexta（ミサ 第6番）-女声、ピアノ-
- Missa Nona（ミサ 第9番）-女声、ピアノ-
- MIssa Nr.11（ミサ第11番）-混声、Sop.solo、弦楽オーケストラ-／混声、Sop.solo、フルート、オルガン-

器楽曲
- Wind Quintet -木管アンサンブル-